# 宏仁万寿宫
宏仁万寿宫，位于北京市西城区盆儿胡同，是一座道教宫观，主祀文昌帝君，现已无存。

## 简介
朱一新《京师坊巷志稿》“盆儿胡同”条记载：“……少西曰万寿东宫，明之宏仁万寿宫也。……《行国录》：宏仁万寿宫，万历四十三年敕建，中为文昌殿，额曰崇贞保运。左以祀诸葛孔明，封号曰天枢上相。右以祀文信国，封号曰天枢左相。皆目之曰真君。祀雷神于后殿，设礼斗台，最后高阁十二楹，曰太极造运宝阁，以安昊天上帝，有神宗御制碑文，督工者司设监林潮。内官不学，神号无稽，知礼者当议辍也。案：万寿宫久废，神像移于玉皇庙，今庙亦颓敝矣。”
《钦定日下旧闻考》卷六十“城市外城西城二”记载：

原：宏仁万寿宫，万历四十三年勅建。中为文昌殿，额曰崇真保运。左以祀诸葛孔明，封号曰天枢上相，右以祀文信国，封号曰天枢左相，皆目之曰真君。祀雷神于后殿，设礼斗台。最后建高阁十三楹，曰太极造运宝阁，以安昊天上帝。有神宗皇帝御制碑文，督工者司设监太监林潮也。内官不学，神号无稽，知礼者当议辍也。（《行国録》）

臣等谨按：宏仁万寿宫，在盆儿胡衕之西隙地，遗址仅存无寸椽矣。土人犹目为万寿东宫，因其西百余武尚有万寿西宫也。文昌像及诸葛孔明、文信国像与雷神像今俱移奉于盆儿胡衕玉皇庙内，详下条玉皇庙。按语中礼斗台、高阁及明神宗碑俱无考，其旁之万寿西宫尚完整，有关帝殿三楹，吕祖殿三楹，其后斗姥阁三层高四五丈，关帝殿前亦有明神宗碑。
宏仁万寿宫文昌殿（崇真保运殿）、雷神殿的铜像迁至玉皇庙（后更名为三教寺）。中华人民共和国成立后，三教寺被中国戏曲学校占用。铜像中除了雷祖像因体积过大而无法运走外，其他全部移往旁边的天仙庵暂时保存，文化大革命后移奉白云观文昌殿。三教寺被中国戏曲学校占用后，逐渐被拆改，2000年夏，三教寺雷祖殿被挑顶扒墙拆除，雷祖像移往别处。
白云观文昌殿的铜像，现有12尊。其中，殿门外有一尊魁星立像。其他11尊均在殿内：
- 文昌帝君像：位于白云观文昌殿内北壁前正中，面前有牌位“消劫行化更生永命天尊”。像高约2.65米，为坐像，头戴乌纱帽，短须，胸前束玉带，右手抚玉带，左手抚膝，官服前胸有圆形补子。
- 孔子像：位于白云观文昌殿内东北角，文昌帝君东侧，面前有牌位“至圣先师孔子神位”。像高约2.40米，为坐像，头戴诸葛纶巾，双手掐诀。该像实际应是诸葛孔明，白云观误将其当作孔子。
- 朱熹像：位于白云观文昌殿内西北角，文昌帝君西侧，面前有牌位“朱熹夫子神位”。为坐像，文官打扮，头戴展翅幞头，双手掐诀，胸前束玉带。该像实际应是文信国，白云观误将其当作朱熹。
- 文官像：位于白云观文昌殿内东墙下最北，为立像，头高约50厘米，像高2.34米，头戴梁冠，貌似老者，双手掐诀，双手姿势和孔子像（实为诸葛孔明像）类似。
- 文官像：位于白云观文昌殿内西墙下最北，为立像，头高约50厘米，像高2.35米，头戴梁冠，年纪似比东侧的文官像略轻。
- 童子像：位于白云观文昌殿内东墙下、文官像南侧，为立像，头高46厘米，身宽80厘米，身高2.27米。头梳双髻，双手姿势和东侧的文官像类似。
- 童子像：位于白云观文昌殿内西墙下、文官像南侧，为立像，体量和东侧的童子像类似，头梳双髻。
- 侍女像：位于白云观文昌殿内东墙下、童子像南侧，为立像，头高约37厘米，身高1.80米，身体最宽处46厘米。双手托一方形物，应为文昌帝君的印。
- 侍女像：位于白云观文昌殿内西墙下、童子像南侧，为立像，体量和东侧的侍女像类似。双手托一长方形物。
- 侍女像：位于白云观文昌殿内东墙下最南，为立像，手中无持物。
- 侍女像：位于白云观文昌殿内西墙下最南，为立像，双手托一方形物，应为印。